# Lophanthus tibeticus
Lophanthus tibeticus là một loài thực vật có hoa trong họ Hoa môi. Loài này được C.Y.Wu & Y.C.Huang mô tả khoa học đầu tiên năm 1965.